# 伊贝维尔堂区 (路易斯安那州)
伊貝維爾堂區（英語：Iberville Parish）是位於美國路易斯安那州東南部的一個堂區。面積1,691平方公里。根據美國2000年人口普查，共有人口33,320人。治所普拉克明 （Plaquemine）。
成立於1805年4月10日，是該州最早成立的九個堂區之一。堂區名紀念法國海軍軍人伊貝維爾爵士（Pierre le Moyne, Sieur d'Iberville）。